# Gabriele Schmölzer
Gabriele Schmölzer (* 1961 in Waiern) ist eine österreichische Juristin und Kriminologin.
Schmölzer lehrt seit dem 1. Oktober 2002 als Professorin an der Karl-Franzens-Universität in Graz, wo sie als Nachfolgerin von Robert Seiler Leiterin des Instituts für Strafrecht, Strafprozessrecht und Kriminologie ist. Nach dem Studium der Rechtswissenschaften war sie wissenschaftliche Mitarbeiterin am Institut für Kriminologie der Eberhard Karls Universität Tübingen. Sie habilitierte sich mit einer Arbeit zum Thema Frauenkriminalität in Österreich.

## Veröffentlichungen
- mit Walter Jaburek: Computer-Kriminalität. Wirtschaftsverlag Orac, Wien 1985, ISBN 3-85368-727-X
- Frauenkriminalität in Österreich. Graz 1998
- mit Viktor Mayer-Schönberger, Michael Pilz & Christian Reiser: Signaturgesetz. Praxiskommentar. Orac, Wien
  - Hauptband. 1999, ISBN 3-7007-1754-7
  - Signaturverordnung (SigV). Kommentierte Beilage. 2000, ISBN 3-7007-1842-X
- Geschlecht und Kriminalität: Zur kriminologischen Diskussion der Frauenkriminalität. In: querelles-net. Nr. 11, 2003